# Psi a vojáci
Psi a vojáci je hudební album s živou nahrávku koncertu pražské hudební skupiny Psí vojáci, který se odehrál 29. listopadu 1980 v Plzni-Útušicích. Album vyšlo roku 2000 u vydavatelství Black Point společně s alby Baroko v Čechách a Studio 1983–85 jako komplet tří CD Psi a vojáci/Baroko v Čechách/Studio 1983–85.
Jedná se o nejstarší nahrávku Psích vojáků, která zachycuje jejich nejranější tvorbu. Album Psi a vojáci v podstatě představuje první „koncertní program“ Psích vojáků, jehož část poprvé zazněla už na IX. Pražských jazzových dnech (3. listopadu 1979). Poté byly v Praze s tímto programem odehrány ještě dva koncerty, a naposledy zazněl v Plzni, odkud také pochází nahrávka, pořízená Ivanem Bierhanzlem. Před vydáním na CD byla digitálně remasterována.
V roce 1987 část původní nahrávky vyšla na kazetě 1979/80 Live v samizdatovém vydavatelství Mikoláše Chadimy Fist Records. Oficiálně tato kazeta vyšla v roce 1991 u vydavatelství Black Point.

## Seznam písní
| Psi a vojáci | Psi a vojáci       | Psi a vojáci              | Psi a vojáci |
| Pořadí       | Název              | Text                      | Délka        |
| ------------ | ------------------ | ------------------------- | ------------ |
| 1.           | Psí vojáci         | Jáchym Topol              | 4:20         |
| 2.           | Ruce               | Jáchym Topol              | 2:39         |
| 3.           | Cesta k věžím      | Jáchym Topol              | 10:08        |
| 4.           | Tažení kněze Jana  | Jáchym Topol              | 3:18         |
| 5.           | Prasopes           | Jáchym Topol              | 2:50         |
| 6.           | Učené hádání       | Jáchym Topol              | 3:26         |
| 7.           | Na kosách          | Jáchym Topol              | 6:03         |
| 8.           | Oči Tater          | Jáchym Topol a Jan Hazuka | 2:22         |
| 9.           | Města              | Jáchym Topol              | 9:50         |
| 10.          | Skočná             | Jáchym Topol              | 1:45         |
| 11.          | Had mluví k hoře   | Jáchym Topol              | 3:02         |
| 12.          | Evropan            | Jáchym Topol              | 4:08         |
| 13.          | Thunblues          | Jáchym Topol              | 3:57         |
| 14.          | Psi a vojáci       | Jáchym Topol              | 10:50        |
| 15.          | Představení kapely | Jáchym Topol              | 0:43         |

| Bonus          | Bonus          | Bonus          | Bonus |
| Pořadí         | Název          | Text           | Délka |
| -------------- | -------------- | -------------- | ----- |
| 16.            | Co to je?      | Filip Topol    | 3:59  |
| Celková délka: | Celková délka: | Celková délka: | 73:27 |

## Složení
- Filip Topol – piano, zpěv
- David Skála – bicí
- Jan Hazuka – baskytara
- Vít Krůta – kytara